# Wesmaldra napier
Wesmaldra napier là một loài nhện trong họ Gnaphosidae.
Loài này thuộc chi Wesmaldra. Wesmaldra napier được Norman I. Platnick & Barbara Baehr miêu tả năm 2006.